# Böhm Jakab
Böhm Jakab (Eibenschütz, 1820. november 21. – Budapest, 1886. április 12.) főtörzsorvos.
Egész fiatalon került Magyarországra s egyetemi tanulmányait Budapesten és Bécsben elvégezvén katonaorvos lett. 1849-ben mint főorvos Aradon működött s nagy szolgálatokat tett az aradi várban sínylődő vértanú tábornokoknak és a többi magyar tiszteknek, akik kiszabadulásuk után egy nevükkel ellátott ezüstserleget ajándékoztak neki. Hosszabb ideig Pesten a Ludoviceumban működött mint ezredorvos, végigharcolt több háborút így az olasz-osztrák és a krími háborúkat, ahol több kitüntetést szerzett, majd az 1870-es években törzsorvosi minőségben Temesváron kórházparancsnok lett. Később mint főtörzsorvost az erdélyi katonai kórházak orvosfőnökévé nevezték ki. Szaklapokban számos tudományos munkája jelent meg.